# Bulbophyllum lipense
Bulbophyllum lipense là một loài phong lan thuộc chi Bulbophyllum.